# Turris Hannibalis
Turris Hannibalis va ser una gran fortalesa cartaginesa, des d'on Hanníbal va embarcar cap als dominis del selèucida Antíoc III el Gran, segons diu Titus Livi. L'historiador Justí l'anomena Rus urbanum Hannibalis.
Estava probablement situada entre Acol·la i Tapsos, si s'identifica amb el lloc anomenat Sullectis de la Taula de Peutinger.